# جرج ام. وایتسایدز
جرج ام. وایتسایدز (انگلیسی: George M. Whitesides؛ زاده ۳ اوت ۱۹۳۹) یک شیمی‌دان اهل ایالات متحده آمریکا و استاد شیمی دانشگاه هاروارد است. او بیشتر به خاطر فعالیت‌هایش در زمینه رزونانس مغناطیسی هسته‌ای (NMR)، ریزسیال‌شناسی، شیمی آلی فلزی، لیتوگرافی نرم و فناوری نانو شناخته می‌شود.